# جيري أورباش
جيري أورباش (بالإنجليزية: Jerry Orbach) هو ممثل أمريكي، ولد في 20 أكتوبر 1935 بنيويورك في الولايات المتحدة، وتوفي بنفس المكان في 28 ديسمبر 2004. بدأ مشواره المهني سنة 1955، ومن الجوائز التي نالها جائزة توني عن فئة أفضل ممثل في مسرحية موسيقية ‏ سنة 1969.

## أعمال

### أفلام
- (1955) مارتي
- (1985) ملايين بروستر
- (1987) رقص قذر[6][7]
- (1991) الجميلة والوحش
- (1991) توي سولجرز
- (1991) من أجل العدالة
- (1992) جندي عالمي[8][9]
- (1996) علاء الدين وملك اللصوص[10]

### مسلسلات
- قانون ونظام[11]

## جوائز وترشيحات
جوائز
- جائزة توني عن فئة أفضل ممثل في مسرحية موسيقية [الإنجليزية]‏ (1969)

ترشيحات
- جائزة توني عن فئة أفضل ممثل في مسرحية موسيقية [الإنجليزية]‏ (1976)

## وصلات خارجية
- جيري أورباش على موقع IMDb (الإنجليزية)
- جيري أورباش على موقع روتن توميتوز (الإنجليزية)
- جيري أورباش على موقع ألو سيني (الفرنسية)
- جيري أورباش على موقع ميوزك برينز (الإنجليزية)
- جيري أورباش على موقع تيرنر كلاسيك موفيز (الإنجليزية)
- جيري أورباش على موقع أول موفي (الإنجليزية)
- جيري أورباش على موقع قاعدة بيانات برودواي على الإنترنت (الإنجليزية)
- جيري أورباش على موقع قاعدة بيانات الأفلام السويدية (السويدية)
- جيري أورباش على موقع إن إن دي بي (الإنجليزية)
- جيري أورباش على موقع أول ميوزيك (الإنجليزية)